# Cordwood Bank
Cordwood Bank – stromy brzeg (bank) w kanadyjskiej prowincji Nowa Szkocja, w hrabstwie Guysborough (44°59′56″N, 61°57′49″W), na wyspie Liscomb Island; nazwa urzędowo zatwierdzona 19 maja 1976.